# Hornindal
Hornindal est une ancienne kommune de comté de Sogn og Fjordane en Norvège. Elle est située dans la commune de Volda dans le comté de Møre og Romsdal.